# 지방도 제324호선
지방도 제324호선은 경기도 파주시 파평면 금파리에서 적성면 장좌리를 이어주는 대한민국의 지방도로, 총 연장은 약 7.7 km이다. 그러나 이 도로는 형식상 2005년 폐지되었다. 현재는 국가지원지방도 제78호선으로 대체된 상태이다.